# Euribor
     Inflazione nell'eurozona YoY
     Incremento dell'aggregato monetario M3 increases
     Marginal Lending Facility
     Main Refinancing Operations
     Deposit Facility Rate
     Tasso Euribor

Andamento dell'Euribor a 1 settimana (verde), 3 mesi (blu), 1 anno (rosso) tra il 1999 e il 2018

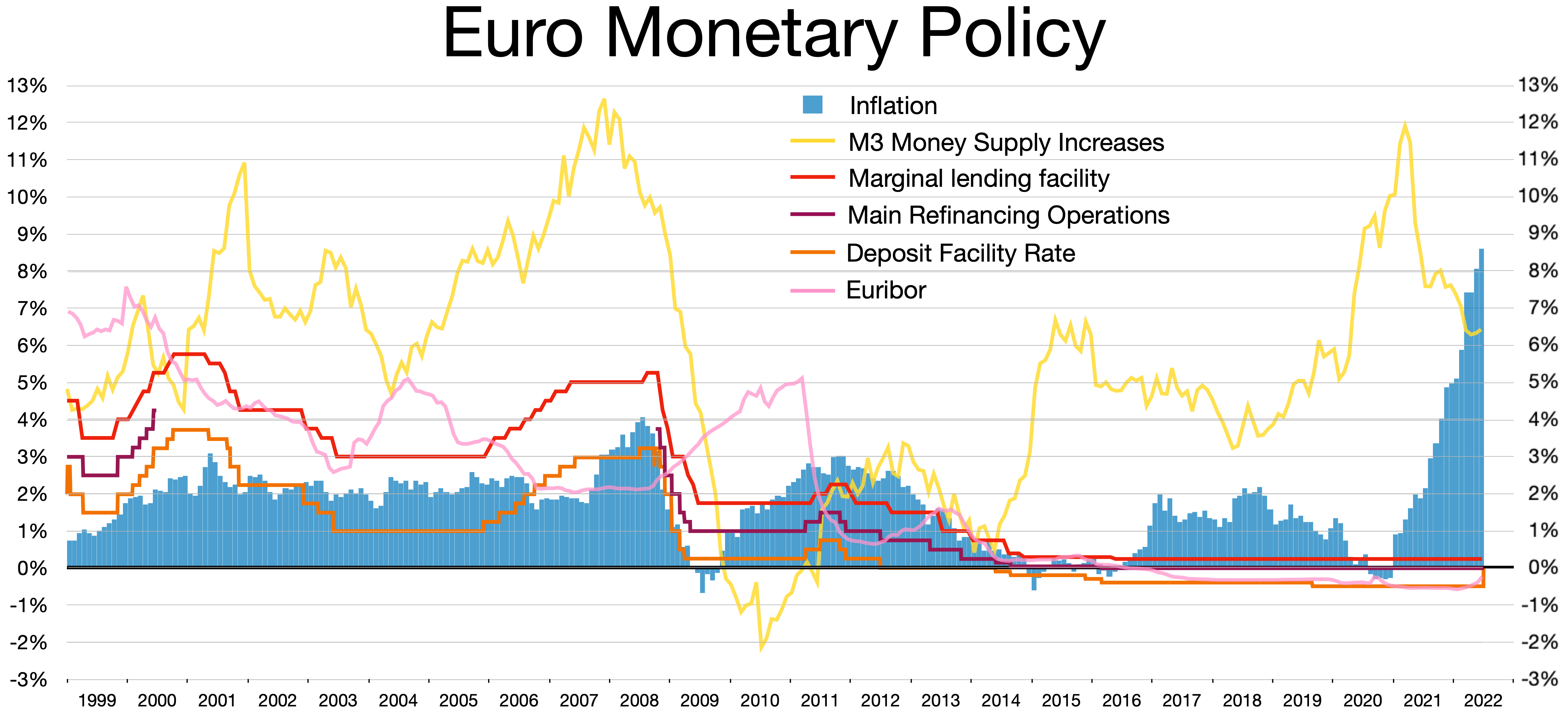
Politica monetaria dell'Euro (1999 - 2022):
Inflazione nell'eurozona YoY
Incremento dell'aggregato monetario M3 increases
Marginal Lending Facility
Main Refinancing Operations
Deposit Facility Rate
Tasso Euribor

L'Euribor (in precedenza noto come acronimo ma più recentemente riconosciuto come parola a sé stante), è un tasso di riferimento giornaliero, pubblicato dall'European Money Markets Institute, basato sulle transazioni e i relativi tassi di interesse ai quali le banche della zona euro prendono in prestito fondi non garantiti da controparti nel mercato monetario euro all'ingrosso (in precedenza solo nel mercato interbancario). Prima del 2015, il tasso era pubblicato dalla Federazione Bancaria Europea.

## Descrizione

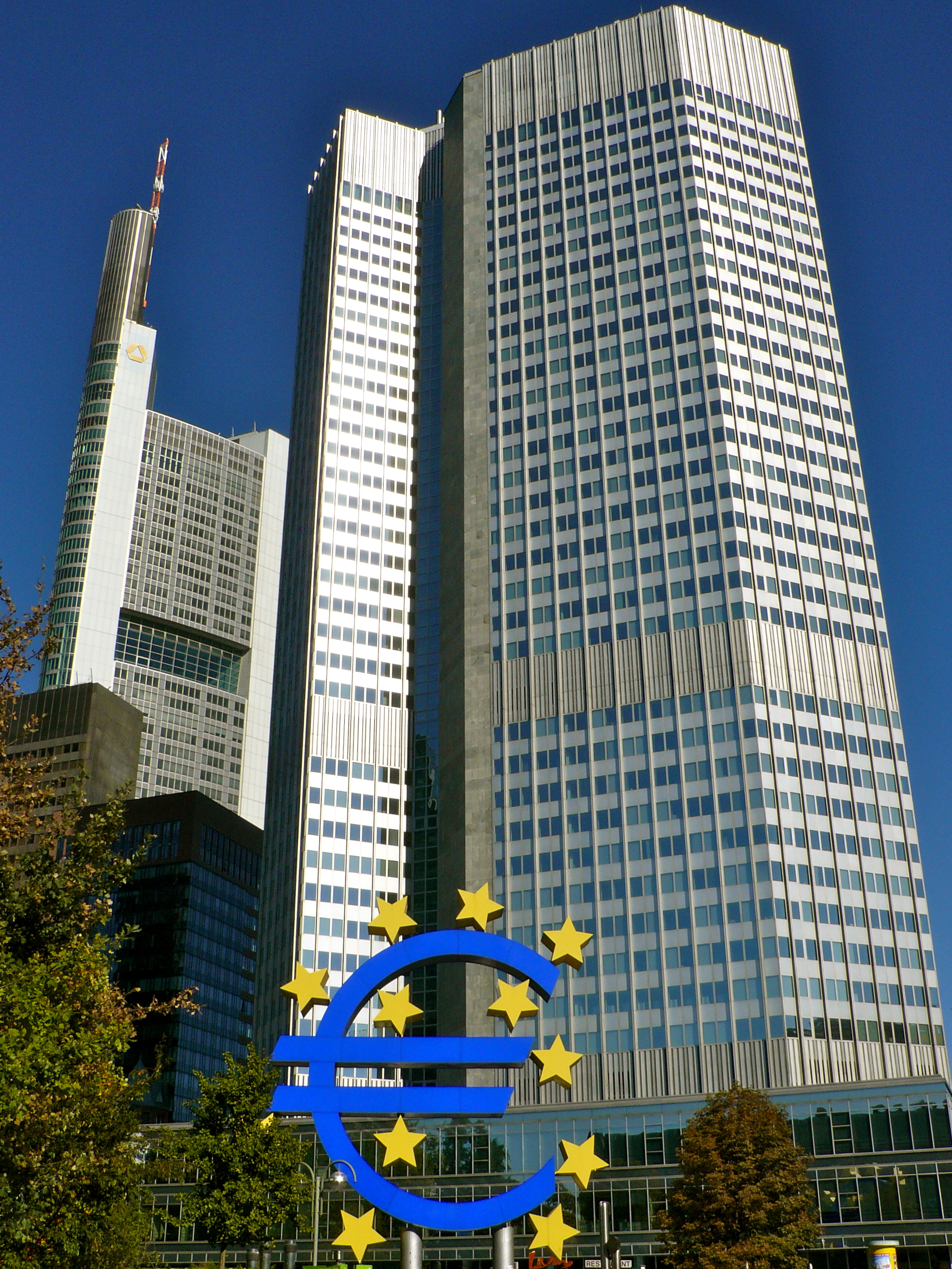
La sede della Banca centrale europea.
I tassi Euribor sono pubblicati quotidianamente dall'European Money Markets Institute

I tassi Euribor sono utilizzati come tasso di riferimento per i mutui a tasso variabile, i contratti forward denominati in euro, contratti futures su tassi di interesse a breve termine e swap su tassi di interesse, in modo molto simile a come i LIBOR sono comunemente utilizzati per strumenti denominati in Sterlina e dollaro USA. Forniscono quindi la base per alcuni dei mercati dei tassi di interesse più liquidi e attivi al mondo.
Tassi di riferimento domestici, come il PIBOR di Parigi, il FIBOR di Francoforte e l'Helibor di Helsinki, sono confluiti nell'Euribor il giorno EMU il 1º gennaio 1999.
L'Euribor deve essere distinto dai meno comunemente utilizzati tassi "Euro LIBOR" fissati a Londra da 16 principali banche.
Alle 11:00 a.m. (CET), l'European Money Markets Institute in cooperazione con GRSS (Global Rate Set Systems) pubblica i tassi Euribor su LSEG (ex. Reuters), Bloomberg e numerosi altri fornitori di informazioni, rendendoli disponibili ai loro abbonati. Il tasso pubblicato è una media troncata delle contribuzioni delle banche che trasmettono le proprie tranazioni nel mercato non garantito all'European Money Markets Institute. Le contribuzioni sono determinate sulla base delle metodologia a livelli dell'Euribor consultabile sul sito dell'European Money Markets Institute. Il 15% più alto e più basso delle contribuzioni viene eliminato, mentre viene calcolata una media arrotondata a 3 decimali per le restanti contribuzioni. I tassi Euribor sono tassi spot, ovvero la differenza tra il trade date e settlement date corrisponde a due giorni. Sono calcolati con una convenzione giorno effettivo/360 (ACT/360), cioè calcolati con un conteggio esatto dei giorni su un anno di 360 giorni.
Le banche dell'area Euro, su base volontaria, decidono se rendersi disponibili a fornire i dati necessari per il calcolo dell'Euribor. Intesa Sanpaolo e Unicredit fanno parte del panel di banche che contribuiscono a determinare i tassi Euribor. Maggiori informazioni sulla composizione dell'Euribor panel possono essere consulate sul sito dell'European Money Markets Institute.
Non c'è un solo tasso Euribor: vengono infatti definiti tassi per durate di tempo differenti, che variano tra una settimana e un anno (1W, 1M, 3M, 6M, 12M).
La quotazione più alta mai toccata dall'Euribor 1M è stata registrata l’8 ottobre 2008, quando raggiunse quota 5,20; negli stessi giorni la scadenza trimestrale dell'Euribor ha raggiunto quota 5,39, mentre l'Euribor 6M ha toccato il suo massimo storico a quota 5,45 il 9 ottobre 2008.
L'Euribor è tipicamente il riferimento dei mutui ipotecari a tasso variabile: ad esempio, un mutuo prima casa può essere offerto con cedola semestrale al tasso "euribor a sei mesi con spread dell'1,5%".

## Fallback
Il Regolamento UE sui Benchmark (Regolamento (UE) 2016/1011) richiede agli enti vigilati che utilizzano un benchmark di disporre di piani solidi per gestire l'eventualità che un benchmark subisca modifiche sostanziali o cessi di esistere. Ove possibile e appropriato, tali piani dovrebbero nominare uno o più tassi alternativi di fallback.
Per agevolare la redazione di tali piani per coloro che utilizzano i tassi Euribor®, l'European Money Markets Institute ha sviluppato Efterm, un tasso di fallback prospettico basato sui dati di mercato disponibili relativi a Dealer to Dealer e Dealer to Client OIS Swap e ai futures che fanno riferimento al Tasso a Breve Termine dell'Euro (€STR) della Banca Centrale Europea.

## Derivati basati su Euribor

### Euribor Futures
I futures sull’Euribor in euro sono negoziati sull'Intercontinental Exchange (ICE) e su Eurex.
In precedenza erano negoziati anche su CurveGlobal, parte del London Stock Exchange Group, che ha chiuso le operazioni nel gennaio 2022.

### Interest rate swaps
Gli interest rate swap basati sui tassi Euribor sono attualmente negoziati nei mercati monetari per scadenze fino a 50 anni. Un "Euribor a cinque anni" farà in realtà riferimento al tasso di swap a 5 anni contro l’Euribor a 6 mesi. "Euribor + x punti base", quando si parla di un'obbligazione, significa che i flussi di cassa dell'obbligazione devono essere scontati sulla curva dei rendimenti a zero-coupon degli swap spostata di x punti base per uguagliare il prezzo effettivo di mercato dell'obbligazione.

## €STR
L'altro tasso di riferimento ampiamente utilizzato nella zona euro è l'€STR, pubblicato dalla Banca centrale europea.

## Vicende giudiziarie
Dal luglio 2012 il tasso Euribor è al centro di un'inchiesta da parte della procura di Trani, in merito alla possibilità che intorno a tale tasso si possano essere verificati fenomeni di manipolazione del mercato, con conseguente truffa ai danni di risparmiatori e mutuatari, calcolati per il solo mercato italiano in circa 3 miliardi di euro, nelle ipotesi della procura.